# Hans Hoyer
Hans Hoyer (Rostock, 20 settembre 1890 – Tenbrielen, 15 novembre 1917) è stato un militare e aviatore tedesco, asso dell'aviazione durante la prima guerra mondiale accreditato di 8 vittorie aeree.

## Biografia
Hans Hoyer nasce il 20 settembre 1980 a Rostock nell'allora Granducato di Meclemburgo-Schwerin. Nel 1911 effettua il servizio militare obbligatorio presso il 1º Reggimento artiglieria da campo dell'esercito imperiale tedesco. Con l'inizio della prima guerra mondiale ritorna alle armi entrando a far parte del 12º Reggimento artiglieria da campo del Regno di Sassonia. Il 30 novembre 1915 per il grande valore dimostrato sul campo viene insignito della prestigiosa Croce dell'Ordine militare di Sant'Enrico.

### Il servizio presso l'aviazione
Hans Hoyer viene trasferito presso la Luftstreitkräfte nel mese di aprile del 1916. A maggio viene assegnato alla Flieger-Abteilung 10 volando a bordo di aerei biposto e poi trasferito nella Flieger-Abteilung (Artillerie) 270. Nel maggio del 1917 lascia l'unità per frequentare il corso da pilota nella Jastaschule. Dopo aver ricevuto il brevetto alla fine di luglio entra a far parte della Jagdstaffel 36 sotto il comando di Walter von Bülow-Bothkamp. Hoyer assume il comando temporaneo della squadriglia dal 29 ottobre al 7 novembre del 1917 per il congedo del comandante.
Hans Hoyer abbatte un aereo il 22 agosto 1917, ma la vittoria non gli viene confermata. Il giorno seguente abbatte un altro aereo nemico risultando questa volta la sua prima vittoria aerea confermata. Ottiene poi una vittoria aerea nel mese di settembre e 6 vittorie nel mese di ottobre. Al ritorno del comandante Bülow-Bothkamp Hoyer ottiene la sua ottava ed ultima vittoria confermata.

### La morte
Il 15 novembre 1917 Hoyer era di pattuglia a bordo del suo Albatros D.V. Abbatte uno SPAD nemico (vittoria non confermata) prima di essere a sua volta abbattuto e ucciso a 2,5 chilometri a nord est di Tenbrielen, in Belgio. Non è chiaro se l'aereo di Hoyer sia caduto per i danni inflitti dallo SPAD o sotto i colpi dell'aereo del pilota della Royal Flying Corps Philip Fletcher Fullard.